# Amici miei - Come tutto ebbe inizio
Pour plus de détails, voir Fiche technique et Distribution.
Amici miei - Come tutto ebbe inizio est un film italien réalisé par Neri Parenti, sorti en 2011. Il s'agit de la préquelle du film Mes chers amis.

## Synopsis
Les aventures de cinq amis dans la Florence du XVe siècle.

## Fiche technique
- Titre : Amici miei - Come tutto ebbe inizio
- Réalisation : Neri Parenti
- Scénario : Piero De Bernardi, Leonardo Benvenuti, Tullio Pinelli, Neri Parenti, Fausto Brizzi et Marco Martani
- Musique : Andrea Guerra
- Photographie : Luciano Tovoli
- Montage : Luca Montanari
- Production : Luigi De Laurentiis Jr. et Aurelio De Laurentiis
- Société de production : Filmauro
- Pays : Italie
- Genre : Comédie
- Durée : 108 minutes
- Dates de sortie : 
  -  Italie : 18 mars 2011

## Distribution
- Christian De Sica : Paolo
- Michele Placido : Duccio Villani di Masi
- Paolo Hendel : Jacopo
- Giorgio Panariello : Cecco Alemari
- Massimo Ghini : Manfredo Alemanni
- Massimo Ceccherini : Alderighi
- Pamela Villoresi : Piccarda
- Barbara Enrichi : Margarita
- Alessandra Acciai : Madonna Isabetta
- Alessandro Benvenuti : Laurent de Médicis

## Distinctions
Le film a été nommé pour 5 David di Donatello.